# Liam Howlett
Liam Paul Paris Howlett (Braintree, 1971. augusztus 21. –) a brit The Prodigy együttes tagja, alkalmi DJ és zenei producer.

## Korai évek
8 éves korától zongorázni tanították. 14 évesen dalokat mixelt a rádióból a magnóján a pause gomb használatával. Két évvel később a hiphopzene és kultúra volt rá befolyással és az Alec Hunter gimnáziumba járt Braintreeben. Megtanult breaktáncolni a The Pure City Breakers nevű csapatával, és DJ-ként működött első, Cut 2 Kill nevű bandájában. Egy koncertjükön összetűzésbe keveredtek, amelyben fegyvert rántottak Liamre. Rengeteg pénzt beleöltek a debütáló albumukba, így semmi sem maradt promócióra és fellépésekre. A csoport többi tagja Liam háta mögött szerződést kötött egy lemezcéggel, amellyel lényegében kizárták Liamet a csoportból. Ezután a rave zene volt rá hatással, és 1989-ben elment az első rave partijára.

## The Prodigy
Liam DJ-ként tevékenykedett, de saját számait nem merte lejátszani. Egy nap Keith Flint odament hozzá, és megkérdezte, hogy Liam tudna-e készíteni neki néhány saját mixet. A szalag B oldalán (melynek címe "The Prodigy" volt Liam Moog szintetizátorának neve után) megtalálta Liam néhány saját számát.
Megkérdezte Liamet, hogy amíg ő játszik, Keith és egy barátja Leeroy Thornhill táncolhatnak-e rá a színpadon. Maxim Reality és Sharky is csatlakoztak a csapathoz, és megszületett a Prodigy.
Howlett szerződést írt alá a brit rave XL Recordings kiadó vezetőjével, Nick Halkesel, és 1991-ben kiadták a What Evil Lurks-t.
Az első előadásuk 1990-ben volt a Labyrint nevű klubban. Az elején öt tagból állt a csapat – Liam Howlett, Maxim Reality, Keith Flint, Leeroy Thornhill és Sharky. Sharky még az első album kiadása előtt lépett ki, Leeroy pedig 2001 áprilisában. Napjainkban a csoportnak három tagja van. Liam, Keith és Maxim. Liam a zenekar agya, ő szerzi a zenét. De ahogy ő mondta, Maxim és Keith nélkül a Prodigy nem lenne az, ami. Az első, Experience nevű albumuk 1992-ben jelent meg, ezzel figyelmet kaptak. 1994-ben jelent meg második albumuk, a Music for the Jilted Generation. 1997-ben jött ki a híres The Fat of the Land, melyen olyan dalok voltak, mint a Firestarter, Smack My Bitch Up, vagy a Breathe. Ezzel az albummal szereztek világhírnevet. A következő albumuk az Always Outnumbered, Never Outgunned 2004-ben jött ki. Legutóbbi albumuk, az Invaders Must Die 2009-ben jött ki, új albumukon, a How To Steal A Jetfighter-ön pedig folyamatosan dolgoznak.

## Egyéb zenei projektek
1998-ban Howlettnek felajánlották, hogy csináljon egy mixet Mary Anne Hobbs rádióműsorába. Előásta kedvenc zeneszámait, kissé megváltoztatta őket (szerzői jogi problémák miatt), és 1999 februárjában kiadott egy mixet. Az első anyag, amit felvett új házi stúdiójában, a "The Dirtchamber" volt, ennek megfelelően az albumot The Dirtchamber Sessions Volume One-nak hívják.
2006 január végén kiadtak egy válogatás albumot, Back to Mine: Liam Prodigy címmel. Liam kedvenc számait tartalmazza, olyan előadóktól, mint a Queens of the Stone Age, vagy Dolly Parton beleértve a Prodigy eddig sosem látott "Wake the Fuck Up" című számával, mely kifejezetten erre az albumra készült, és amely a 2005/2006-os őszi/téli Prodigy koncerteket vezette be.
Howlett társ-producere volt az ausztrál dnb együttes, a Pendulum harmadik, Immersion című albumán szereplő Immunize dalának, amely 2010-ben jelent meg.

## Magánélet
Howlett 2002. június 6-án elvette az egykori All Saints tagot, Natalie Appletont. Fiuk, Ace Billy 2004 március 2-án született. Rajong a horrorfilmekért. Howlettnek volt egy különleges McLaren F1 autója, amelyből csak 106-ot gyártottak a világon.
Később eladta a Forma 1-es Paul Stewartnak, mivel túl ijesztőnek találta a McLarent ahhoz, hogy vezesse.
Liam nem szereti a sportokat, még a labdarúgást sem, viszont nagy rajongója a snowboardnak. Szintén szereti a PlayStation játékokat. Imádja a gyors autókat, a Jennifer Lopez és horror filmeket, a japán kultúrát és a tequilát. Kedvenc albumai a Mezzannine a Massive Attacktól és a Nevermind a Nirvanától. Kedvenc együttesei a Pink Floyd, a U2, a Red Hot Chili Peppers, a Chemical Brothers és a Sex Pistols. Zenét főleg magának ír: "Önző vagyok. Nem az a típus, aki azt hiszi, hogy a rajongók az elsők."

## Szóló diszkográfia
- 1991 : Sunset 102 Mix Manchester (szalag)
- 1992 : Babylon Mix (szalag)
- 1992 : The Mental Mix Scotland (szalag)
- 1993 : Guest Mix From The Edge Club '94 (szalag)
- 1999 : The Dirtchamber Sessions Volume 1
- 2006 : Back To Mine (álnéven Liam Prodigy)

## Külső hivatkozások
- Interview at SuicideGirls.com on 25 March 2006
- Újságcikk / Interjú az Experience c. albumról (nekozine.uk)